# Département de Santa Victoria (Salta)
Le département de Santa Victoria est un département de la province de Salta, en Argentine. Son chef-lieu est la ville de Santa Victoria.
Le département a une superficie de 3 912 km2. Selon les estimations de l'INDEC (Institut argentin de statistiques), le département comptait 16 511 habitants en 2005.

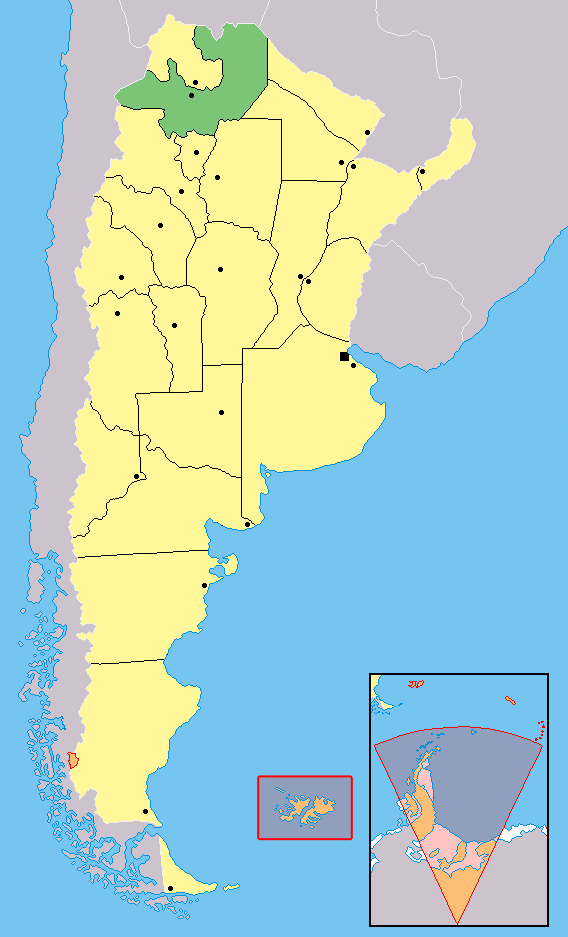
Localisation de la province de Salta en Argentine